# يويا أونوأإيه
يويا أونوأإيه (باليابانية: 尾上 勇也) (8 أبريل 1985 في ناروتو في اليابان – )؛ هو لاعب كرة قدم ياباني سابق كان يلعب كلاعب وسط.

## وصلات خارجية
- يويا أونوأإيه على موقع رابطة كرة القدم اليابانية للمحترفين (اليابانية)